# Bovaro dell'Appenzell
Il bovaro dell'Appenzell è un bovaro pluricolore a pelo corto di taglia media di origine svizzera.
Viene utilizzato come cane da pastore, da custodia e da ferma, è un cane adatto alla guardia, sicuro ed affidabile e, con i bambini, è un vero compagno di giochi.
Diviene razza originale nel 1898. Lo standard fu redatto dalla guardia forestale Max Sieber. Grazie all'opera del professor Albert Heim che si è occupato della salvaguardia delle razze dei bovari svizzeri il "Club svizzero del bovaro dell'Appenzell" fu creato nel 1906 con lo scopo di conservare e promuovere la razza. 
Sono presenti due colori: nero focato e avana (marrone focato). Le macchie devono essere simmetriche. Sono ammesse macchie bianche su zampe, muso, petto e collo, preferibilmente con stacco netto tra i colori, senza sfumature. 
Il pelo è lucido di lunghezza medio-corto tenuto vicino al corpo. Il folto sottopelo permette di sopportare le basse temperature tipiche delle Alpi. 
Ama la vita all'aria aperta, non ama molto la vita in appartamento, sebbene vi si adatti.
Cane facilmente addestrabile, l'Appenzell si affeziona a tutti i membri della famiglia, tuttavia il suo padrone diventa la sua ragione di vita. È esuberante, ma non mordace. Più che veloce è molto resistente. Apprezza le passeggiate in montagna e nei boschi.

## Altri progetti

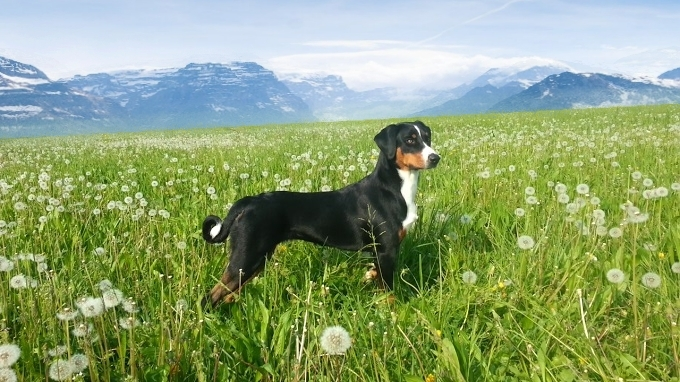
Bovaro dell'appenzell nero femmina